# Resolutie 1906 Veiligheidsraad Verenigde Naties
Resolutie 1906 van de Veiligheidsraad van de Verenigde Naties werd unaniem door de VN-Veiligheidsraad aangenomen op 23 december 2009. De door Frankrijk opgestelde resolutie verlengde de 10 jaar oude MONUC-vredesmacht in de Democratische Republiek Congo met 5 maanden en voorzag al in een nieuwe verlenging van één jaar vanaf 31 mei 2010.

## Achtergrond
In 1994 braken in de Democratische Republiek Congo etnische onlusten uit die onder meer werden veroorzaakt door de vluchtelingenstroom uit de buurlanden Rwanda en Burundi. In 1997 beëindigden rebellen de lange dictatuur van Mobutu en werd Kabila de nieuwe president. In 1998 escaleerde de burgeroorlog toen andere rebellen Kabila probeerden te verjagen. Zij zagen zich gesteund door Rwanda en Oeganda. Toen hij in 2001 omkwam bij een mislukte staatsgreep werd hij opgevolgd door zijn zoon. Onder buitenlandse druk werd afgesproken verkiezingen te houden die plaatsvonden in 2006 en gewonnen werden door Kabila. Intussen zijn nog steeds rebellen actief in het oosten van Congo en blijft de situatie er gespannen.

## Inhoud
Resolutie 1906 hield het aantal troepen en politieagenten van MONUC op 21.000. Wel werd hun mandaat verlengd tot 31 mei 2010. De secretaris-generaal werd gevraagd tegen 1 april een strategische evaluatie te maken. Er werd ook al voorzien in een volgende verlenging van één jaar.
MONUC's taken waren het beschermen van de bevolking, humanitair en VN-personeel, de ontwapening, demobilisatie en herintegratie van buitenlandse- en Congolese gewapende groepen en het ondersteunen van de Congolese regering bij het verbeteren van de veiligheid in het land.
De Veiligheidsraad eiste verder dat alle gewapende groepen in Congo, en vooral het Rwandese FDLR en het Oegandese LRA, alle geweld en mensenrechtenschendingen, en vooral seksueel geweld, tegen de Congolese bevolking staakten. De Congolese overheid moest onmiddellijk maatregelen nemen tegen dit geweld en een nultolerantiebeleid voeren ten aanzien van haar eigen strijdkrachten. De gewapende groepen moesten voorts stoppen met het werven van kindsoldaten en al hun kindsoldaten vrijlaten.

## Verwante resoluties
- Resolutie 1857 Veiligheidsraad Verenigde Naties (2008)
- Resolutie 1896 Veiligheidsraad Verenigde Naties
- Resolutie 1925 Veiligheidsraad Verenigde Naties (2010)
- Resolutie 1952 Veiligheidsraad Verenigde Naties (2010)

Lijst ·  1860 ·  1861 ·  1862 ·  1863 ·  1864 ·  1865 ·  1866 ·  1867 ·  1868 ·  1869 ·  1870 ·  1871 ·  1872 ·  1873 ·  1874 ·  1875 ·  1876 ·  1877 ·  1878 ·  1879 ·  1880 ·  1881 ·  1882 ·  1883 ·  1884 ·  1885 ·  1886 ·  1887 ·  1888 ·  1889 ·  1890 ·  1891 ·  1892 ·  1893 ·  1894 ·  1895 ·  1896 ·  1897 ·  1898 ·  1899 ·  1900 ·  1901 ·  1902 ·  1903 ·  1904 ·  1905 ·  1906 ·  1907